# Lady Madonna
Lady Madonna is een lied geschreven door John Lennon en Paul McCartney van The Beatles. Het lied werd in 1968 wereldwijd uitgebracht als single en haalde in diverse landen de nummer 1-positie in de hitparade. Ook in de Parool Top 20 kwam het op nummer één; in de Veronica Top 40 haalde het de derde plek. Lady Madonna verscheen niet op een van de reguliere Beatles-LP's, maar kwam wel op diverse compilatiealbums terecht, zoals Hey Jude, 1967-1970 en Past Masters, Volume Two.

## Achtergrond
Tijdens het schrijven van het lied probeerde Paul McCartney op de piano een boogiewoogie-blues te schrijven. De pianopartij en dan vooral de intro waren sterk geïnspireerd op de Bad Penny Blues van Humphrey Lyttelton. Een andere bron van inspiratie was Fats Domino. Volgens McCartney werd hij door de pianopartij aan Fats Domino herinnerd en daarom probeerde hij ook Domino's zangstijl te imiteren. Domino heeft het nummer zelf ook gecoverd.

## Opnamen
Lady Madonna werd in twee dagen, 3 en 6 februari 1968, opgenomen in de Abbey Road Studios in Londen. Haast was geboden, want op 15 februari zouden de vier Beatles naar India vliegen om Transcendente meditatie bij de Maharishi Mahesh Yogi te gaan studeren. Omdat ze enkele maanden weg zouden blijven, werd er besloten een single uit te brengen in maart. In de periode van 3 tot 11 februari namen de Beatles vier nieuwe nummers op. Lady Madonna en The Inner Light kwamen op de nieuwe single terecht. Ook Across The Universe en Hey Bulldog werden tijdens deze sessies opgenomen. Op de eerste dag werd in drie takes de backing track opgenomen, waarbij McCartney piano en basgitaar speelde, Ringo Starr drums en John Lennon en George Harrison gitaar. Daarnaast nam McCartney die avond de lead vocals op en zongen Harrison en Lennon backing vocals.
Op 6 februari werd verdergegaan met de opnamen voor Lady Madonna. McCartney nam nog een zang- en pianopartij op en Lennon en Harrison zongen de See how they run-harmonieën in. The Beatles waren echter nog niet helemaal tevreden met het resultaat en besloten dat er nog een saxofoonpartij opgenomen moest worden. In allerijl werden vier saxofoonspelers (Harry Klein, Ronnie Scott, Bill Jackman en Bill Povery) naar Abbey Road gesommeerd. Omdat er geen saxofoonarrangement geschreven was, speelde McCartney het nummer op piano voor en de muzikanten probeerden enkele riffs uit tot McCartney tevreden was.

## Hitnotering
| "Lady Madonna" in de Parool Top 20 - binnen: 23-03-1968 | "Lady Madonna" in de Parool Top 20 - binnen: 23-03-1968 | "Lady Madonna" in de Parool Top 20 - binnen: 23-03-1968 | "Lady Madonna" in de Parool Top 20 - binnen: 23-03-1968 | "Lady Madonna" in de Parool Top 20 - binnen: 23-03-1968 | "Lady Madonna" in de Parool Top 20 - binnen: 23-03-1968 | "Lady Madonna" in de Parool Top 20 - binnen: 23-03-1968 | "Lady Madonna" in de Parool Top 20 - binnen: 23-03-1968 | "Lady Madonna" in de Parool Top 20 - binnen: 23-03-1968 | "Lady Madonna" in de Parool Top 20 - binnen: 23-03-1968 |
| Week                                                    | 1                                                       | 2                                                       | 3                                                       | 4                                                       | 5                                                       | 6                                                       | 7                                                       | 8                                                       |                                                         |
| ------------------------------------------------------- | ------------------------------------------------------- | ------------------------------------------------------- | ------------------------------------------------------- | ------------------------------------------------------- | ------------------------------------------------------- | ------------------------------------------------------- | ------------------------------------------------------- | ------------------------------------------------------- | ------------------------------------------------------- |
| Nummer                                                  | 1                                                       | 3                                                       | 3                                                       | 5                                                       | 6                                                       | 9                                                       | 13                                                      | 17                                                      | uit                                                     |

### NPO Radio 2 Top 2000
| Nummer met noteringen in de NPO Radio 2 Top 2000 | '99 | '00 | '01 | '02  | '03 | '04  | '05  | '06 | '07  | '08 | '09 | '10 | '11  | '12  | '13  | '14  | '15  | '16  | '17  | '18  | '19  |
| ------------------------------------------------ | --- | --- | --- | ---- | --- | ---- | ---- | --- | ---- | --- | --- | --- | ---- | ---- | ---- | ---- | ---- | ---- | ---- | ---- | ---- |
| Lady Madonna                                     | 851 | 926 | 598 | 1050 | 851 | 1171 | 1032 | 844 | 1000 | 928 | 879 | 887 | 1042 | 1219 | 1138 | 1659 | 1506 | 1953 | 1882 | 1867 | 1987 |

1. ↑  Een vetgedrukt getal geeft de hoogste notering aan.
2. ↑  Deze tabel is bijgewerkt tot en met de laatste editie (2024).